# Pardosa shyamae
Pardosa shyamae là một loài nhện trong họ Lycosidae.
Loài này thuộc chi Pardosa. Pardosa shyamae được Benoy Krishna Tikader miêu tả năm 1970.